# Comté de Rutherford (Caroline du Nord)
Pour les articles homonymes, voir Rutherford et Comté de Rutherford.
Le comté de Rutherford est un comté situé dans l'État de Caroline du Nord aux États-Unis.

## Démographie
| 1790  | 1800   | 1810   | 1820   | 1830   | 1840   |
| ----- | ------ | ------ | ------ | ------ | ------ |
| 7 808 | 10 753 | 13 202 | 15 351 | 17 557 | 19 202 |

| 1850   | 1860   | 1870   | 1880   | 1890   | 1900   |
| ------ | ------ | ------ | ------ | ------ | ------ |
| 13 550 | 11 573 | 13 121 | 15 198 | 18 770 | 25 101 |

| 1910   | 1920   | 1930   | 1940   | 1950   | 1960   |
| ------ | ------ | ------ | ------ | ------ | ------ |
| 28 385 | 31 426 | 40 452 | 45 577 | 46 356 | 45 091 |

| 1970   | 1980   | 1990   | 2000   | 2010   | - |
| ------ | ------ | ------ | ------ | ------ | - |
| 47 337 | 53 787 | 56 918 | 62 899 | 67 810 | - |